# Jorge Fonte
Jorge Fonte (Santa Cruz de Tenerife, 2 de julio de 1967) es un escritor y ensayista cinematográfico español.

## Biografía
Tras pasar por la facultad de Filosofía de la Universidad de La Laguna, se graduó como Técnico Superior de Fotografía en la Escuela de Artes y Oficios «Fernando Estévez», en Santa Cruz de Tenerife. Durante esos años fue cofundador de la revista cinematográfica Rosebud, que publicaba el Aula de Cine de la Universidad de La Laguna.
En 1994 participó en un taller de cine, impartido por el director cubano Rolando Díaz (1947) durante el cual escribió y dirigió el documental en 16 mm Frecuencia modulada, que compitió en el XXIII Festival de Cine de Huesca, en junio de 1995. En septiembre de 1997 presentó su primera exposición fotográfica individual en la Sala de Arte y Cultura de La Laguna (Tenerife), bajo el título El Hierro: una isla de piedra.
Su carrera como investigador cinematográfico comienza en 1998 con la publicación de su primer libro: Woody Allen (de Editorial Cátedra), que en 2012 vería su sexta edición. A este trabajo le siguieron, dos años después, dos libros sobre Walt Disney: Walt Disney. El universo animado de los largometrajes (1937-1967) ―cuya segunda edición salió en noviembre de 2005― y la biografía Walt Disney. El hombre, el mito. Ambos fueron escritos en colaboración con la periodista Olga Mataix y publicados por T&B Editores.
En 2001 publicó, ya en solitario, la tercera entrega de la pentalogía dedicada a la figura del gran maestro de la animación, Walt Disney. El universo animado de los largometrajes, volumen II (1970-2001).
Desde mayo de 2001, y durante un año, colaboró con una página semanal dedicada al cine en el suplemento cultural del periódico La Opinión de Tenerife.
El último libro dedicado a analizar la filmografía de Walt Disney vio la luz a principios de 2004, con el título Todo empezó con un ratón, que está centrado en los cortometrajes que el estudio realizó entre 1924 y 1965 (las series de cartoons de Mickey Mouse, Donald Duck, Goofy y Pluto).
Convertido ya en uno de los máximos especialistas españoles en el mundo Disney, en 2004 fue contratado por The Walt Disney Company Iberia (Madrid) para escribir un libro sobre la historia del estudio Disney en España y Portugal.
A continuación, se propuso ampliar su carrera y estudiar la filmografía de otros grandes nombres del cine. En ese sentido, en 2008 publicó dos libros más: un amplio estudio monográfico dedicado al cineasta estadounidense Steven Spielberg (Ediciones Jaguar), y otro de similares características centrado en la figura del cineasta estadounidense Oliver Stone (Editorial Cátedra).
Paralelamente a estos trabajo, Fonte publicó con la editorial tinerfeña Ediciones Idea un libro de poesía titulado Poemas de juventud.
Tras varios años sin sacar ningún libro al mercado, en 2012 vieron la luz nada menos que tres nuevos títulos: Robert Zemeckis (Ed. Cátedra), Russ Meyer. El indiscutible Rey del cine erótico (Ed. JC) y Woody Allen. Escritor y cineasta (Ed. La Página). 
En enero de 2013 Cátedra publicó un libro dedicado a John Lasseter y en abril de 2015 la editorial catalana Milenio sacó el voluminoso Woody Allen. Músico y cineasta. En mayo de 2016, Fonte vuelve a publicar con Cátedra un nuevo ensayo, esta vez dedicado a la figura de Ridley Scott. Y ese mismo año también sacó su primera incursión en el mundo de la narrativa: se trata de una recopilación de cuentos cortos titulado Natalia y otros relatos sólo para adultos (Ed. Idea, 2016). Tras lo cual regresaría al mundo del ensayo con Woody Allen. El cine dentro del cine (Ed. Diábolo, 2017).
2018 volvió a ser un año en el que coincidirían varias publicaciones. Además de su primera novela, Una isla a la deriva (Ed. Idea), salieron a la luz dos libros más: Sobre Jurassic Park. Un libro que empezó a escribirse hace 65 millones de años (Ed. Dolmen) y El sonido Disney. En busca de la canción perfecta (Ed. Milenio).
En 2019 publicó el ensayo Rob Reiner con la Editorial Cátedra, y el segundo volumen de relatos cortos Un día con Milena Velba y más relatos solo para adultos con la Editorial Idea.
Ediciones Idea publicó la segunda novela de Jorge Fonte en febrero de 2021. Con el título Llevadme a ver el mar, cuenta la historia de amor entre el noble Jerónimo de Grimón y la monja sor Úrsula de San Pedro.
Su novela El hijo del apotalado, fue publicada por la Editorial Milenio en julio de 2022.
Un año después, en el verano de 2023, saldría a la luz From Me To You. The Beatles en Tenerife, un pequeño ensayo a modo epistolar sobre los diez días que tres miembros del famoso grupo británico (Paul McCartney, George Harrison y Ringo Starr) pasaron de vacaciones en la isla canaria en abril de 1963, justo antes de que estallara la beatlemanía. 
En 2023, su novela Leopoldo fue seleccionada para formar parte de la Colección Agustín Espinosa de la Viceconsejería de Cultura del Gobierno de Canarias.  
Desde 2003, Jorge Fonte es miembro del Círculo de Escritores Cinematográficos (CEC).

## Poesía
- Poemas de juventud.

Ediciones Idea (S/C de Tenerife, mayo de 2008).
ISBN: 978-84-83823-77-4
180 páginas.

## Ensayos
- Woody Allen.

Ed. Cátedra (Madrid, 1998 - sexta edición noviembre de 2012). 
ISBN:  978-84-376-2386-3
574 páginas
- Walt Disney. El universo animado de los largometrajes (1937-1967).

T&B Editores (Madrid, 2000 – segunda edición 2005).  
ISBN: 978-84-95602-02-4
319 páginas
- Walt Disney. El hombre, el mito.

T&B Editores (Madrid, enero de 2001).
ISBN: 978-84-95602-05-9
382 páginas
- Walt Disney. El universo animado de los largometrajes (1970-2001).

T&B Editores (Madrid, octubre de 2001).
ISBN: 978-84-95602-15-6
319 páginas
- Todo empezó con un ratón.

T&B Editores (Madrid, mayo de 2004). 
ISBN: 978-84-95602-59-8
179 páginas
- Steven Spielberg. De Duel a Múnich. En busca de la película perfecta.

Ed. Jaguar (Madrid, abril de 2008).
ISBN: 978-84-96423-55-8
447 páginas
- Oliver Stone.

Ed. Cátedra (Madrid, octubre de 2008).
ISBN: 978-84-376-2509-6
360 páginas
- Robert Zemeckis.

Ed. Cátedra (Madrid, marzo de 2012).
ISBN: 978-84-376-2990-2
418 páginas
- Russ Meyer. El indiscutible Rey del cine erótico..

Ed. JC (Madrid, septiembre de 2012).
ISBN: 978-84-154-4801-3
285 páginas.
- Woody Allen. Escritor y cineasta.

Ed. La Página (S/C de Tenerife, octubre de 2012).
ISBN: 978-84-939420-9-0
246 páginas.
- John Lasseter.

Ed. Cátedra (Madrid, enero de 2013).
ISBN: 978-84-376-3088-5
506 páginas.
- Woody Allen. Músico y cineasta.

Ed. Milenio (Lleida, mayo de 2015)
ISBN: 978-84-9743-683-0
670 páginas.
- Ridley Scott.

Ed. Cátedra (Madrid, mayo de 2016)
ISBN: 978-84-376-3554-5
416 páginas
- Woody Allen. El cine dentro de su cine.

Diábolo Ediciones (Madrid, febrero de 2017)
ISBN: 978-84-162-1796-0
271 páginas.
- La Saga Jurásica. Un libro que empezó a escribirse hace 65 millones de años.

Ed. Dolmen (Palma de Mallorca, mayo de 2018)
ISBN: 978-84-17389-18-5
240 páginas.
- El sonido Disney. En busca de la canción perfecta.

Ed. Milenio (Lleida, junio de 2018)
ISBN: 978-84-9743-833-9
690 páginas.
- Rob Reiner.

Ed. Cátedra (Madrid, marzo de 2019)
ISBN: 978-84-376-3987-1
328 páginas.

## Narrativa
- Natalia. Y otros relatos solo para adultos.

Ediciones Idea (S/C de Tenerife, diciembre de 2016).
ISBN: 978-84-16759-29-3
357 páginas.
- Una isla a la deriva

Ed. Idea (S/C de Tenerife, junio de 2018)
ISBN: 978-84-1736041-2
336 páginas.
- A Day With Milena Velba.

Amazon Kindle (2017)
ISBN: 978-1549783579
45 páginas.
- Un día con Milena Velba y más relatos solo para adultos

Ed. Idea (S/C de Tenerife, marzo de 2019)
ISBN: 978-84-17764-34-0
350 páginas.
- Llevadme a ver el mar

Ed. Idea (S/C de Tenerife, febrero de 2021)
ISBN: 978-84-18138-67-6
394 páginas.
- El hijo del apotalado

Ed. Milenio (Lleida, julio de 2022)
ISBN: 978-84-9743-968-8
361 páginas.
- From Me To You. The Beatles en Tenerife

Ed. Milenio (Lleida, julio de 2023)
ISBN: 978-84-19884-45-9
104 páginas.
- Leopoldo

Colección de autores canarios Agustín Espinosa Nº 14 
Ed. Viceconsejería de Cultura del Gobierno de Canarias(2023)
ISBN: 978-84-7947-840-7
329 páginas.